# Diyarbakırspor
Diyarbakırspor Kulübü byl turecký fotbalový klub sídlící ve městě Diyarbakır. Klub byl založen v roce 1968 sloučením klubů Diclespor a Yıldızspor. Klub zanikl v roce 2014.

## Poslední soupiska
| Číslo |         | Pozice | Hráč                    |
| ----- | ------- | ------ | ----------------------- |
| 4     | Turecko | O      | Doğancan Kılıç          |
| 5     | Turecko | Z      | Bilal Dikici            |
| 7     | Turecko | Z      | Mustafa Kuru            |
| 8     | Turecko | Z      | Uğur Parlak             |
| 9     | Turecko | Ú      | İbrahim İdis            |
| 10    | Turecko | Ú      | Hüsnü Zeybekoğlu        |
| 11    | Turecko | Z      | Samet Hasan Yıldıran    |
| 14    | Turecko | Z      | Gökhan Payal            |
| 17    | Turecko | Z      | Muhammet Şeyhmus Yalçın |
| 18    | Turecko | Ú      | Serdar Karaduman        |
| 20    | Turecko | Z      | Rıdvan Sönmez           |
| 21    | Turecko | O      | Hasan İnci              |

| Číslo |         | Pozice | Hráč           |
| ----- | ------- | ------ | -------------- |
| 28    | Turecko | O      | Emrah Kiraz    |
| 34    | Turecko | B      | İbrahim Tekçi  |
| 38    | Turecko | B      | Ali Üçkulak    |
| 39    | Turecko | O      | Akın Alkan     |
| 41    | Turecko | B      | Serkan Demirol |
| 55    | Turecko | Z      | Atilla Erel    |
| 67    | Turecko | Z      | Hüseyin Demir  |
| 72    | Turecko | Z      | Aytaç Zengin   |
| 6     | Turecko | Z      | Ahmet Gülsever |
| 78    | Turecko | O      | Ceyhun Yazar   |
| 90    | Turecko | Ú      | Baran Basut    |
| 94    | Turecko | Ú      | Halim Boşnak   |